# Charles Crahay
Charles Jean Albert Marie Edmond Crahay (* 9. November 1889 in Antwerpen; † unbekannt) war ein belgischer Florettfechter.

## Erfolge
Charles Crahay nahm an drei Olympischen Spielen teil. 1920 schied er in Antwerpen in der zweiten Runde des Einzels aus und belegte mit der Mannschaft den sechsten Rang. Bei den Olympischen Spielen 1924 in Paris gewann er mit der belgischen Equipe, zu der neben ihm selbst Désiré Beaurain, Albert De Roocker, Maurice Van Damme, Fernand de Montigny und Marcel Berré gehörten, hinter Frankreich die Silbermedaille. Im Einzel schied er in der dritten Runde aus. 1928 verpasste er in Amsterdam als Vierter mit der Mannschaft knapp einen weiteren Medaillengewinn.